# Kerivoula picta
Kerivoula picta је врста слепог миша из породице вечерњака (лат. Vespertilionidae).

## Распрострањење
Ареал врсте Kerivoula picta обухвата већи број држава у Азији. Врста има станиште у Бангладешу, Индонезији, Камбоџи, Кини, Лаосу, Бурми, Вијетнаму, Малезији, Непалу, Тајланду и Шри Ланци.

## Станиште
Станиште врсте су суве листопадне шуме. Врста је по висини распрострањена од нивоа мора до 1.500 метара надморске висине.

## Начин живота
Врста Kerivoula picta прави гнезда.

## Угроженост
Ова врста није угрожена, и наведена је као последња брига јер има широко распрострањење.